# Gustaf Gyllengranat (1677–1749)
Gustaf Gyllengranat, född 11 juni 1677 i Malmö, död 9 juni 1749 i Stockholm, var en svensk friherre och militär.
Gustaf Gyllengranat var son till major Gustaf Gyllengranat och Elsa Juliana Påfvenfelt. Han blev underminör vid artilleriet i Stade 1690, överfyrverkare där, överfyrverkare vid artilleriet i Stettin 1696 och fänrik där 1697. 1694 trädde Gyllengranat i kejserlig tjänst och deltog i fälttåget vid Rehnströmen och belägringen av Namur. Han blev löjtnant vid artilleriet i Stockholm 1700, kapten där 1702 och major 1706. Gyllengranat deltog vid belägringen av Thorn, slaget vid Lesna, stormningen av Vepryk, slaget vid Poltava och kapitulationen vid Perevolotjna. Efter att ha blivit krigsfånge fördes han till Jaroslavl och därifrån till Tobolsk, varifrån han hemkom först efter freden i Nystad. Gyllengranat blev 1722 överstelöjtnant med överstes titel och 1740 överste. 1740–1749 var han chef för artilleriregementet, blev 1747 generalmajor och friherre samma år; hans söner tog introduktion på riddarhuset 1752. Gyllengranat blev kommendör av Svärdsorden 1748.